# Hippotherium
Hippotherium es un género extinto de équido de la subfamilia Equinae, que vivió en Eurasia durante el Mioceno y el Plioceno.

## Especies
La especie tipo, H. primigenius, se conoce por depósitos del Mioceno en Europa y Oriente Medio. Las especies miocénicas, H. koenigswaldi y H. catalaunicum, fueron halladas en España, y el Hipparionini asiático, "Hipparion" weihoense, del Mioceno superior del norte de China fue referido al género por Bernor et al. (2018).

## Distribución fósil
- Doue-la-Fontaine Francia, edad estimada:  ~13.65—7.25 Ma.
- Formación Bakhtiari (capa inferior), norte de Irak, edad estimada: ~11.6—9.0 Ma.
- Kurtchuk-Tchekmedje, Turquía, edad estimada: ~11.61—5.33 Ma.